# ABU Robocon 2019
ABU Robocon 2019 là cuộc thi ABU Robocon lần thứ 18 do Hiệp hội Phát thanh Truyền hình châu Á -Thái Bình Dương tổ chức tại thành phố Ulaanbaatar, Mông Cổ

## Chủ đề
Chủ đề của ABU Robocon 2019 là Great Urtuu, lấy ý tưởng từ nền văn hóa và di sản của Mông Cổ. Nhiệm vụ của cuộc thi là truyền giao thông tin nhanh chóng bằng một hệ thống truyền tin tiếp nối, gọi là Urtuu. Dựa trên ý niệm này, cuộc thi đã được thiết kế để mang đến thông điệp "Chia sẻ kiến thức".
Cuộc thi cũng được lấy cảm hứng từ thẻ Paiza và trò chơi Shagai. Gerege – hay Paiza, là một tấm thẻ được các quan chức và sứ giả Mông Cổ mang theo nhằm biểu thị những đặc quyền nhất định. Shagai là những mẩu xương của các loại động vật ở thảo nguyên được người dân du mục Mông Cổ giữ lại và sử dụng trong các trò chơi truyền thống. Trò chơi Shagai sử dụng các khúc xương Shagai. Bốn mặt của khúc xương biểu thị cho các loài vật nuôi khác nhau như ngựa, cừu, dê và lạc đà.

## Luật chơi
Trận đấu diễn ra giữa 2 đội: đỏ & xanh dương. Mỗi đội sẽ có 2 robot: người máy điều khiển bằng tay - Người máy đưa tin 1 (MR1) và người máy tự động - Người máy đưa tin 2 (MR2). Mục tiêu của đội thi là đưa được tấm thẻ bài Gerege của đội mình lên đỉnh núi Urtuu (vùng Uukhai) để giành được chiến thắng tuyệt đối. Nếu không thì đội chiến thắng sẽ được quyết định bằng cách tính điểm các nhiệm vụ đã hoàn thành. Cụ thể như sau:
| Nhiệm vụ đã được hoàn thành  | Nhiệm vụ đã được hoàn thành  | Đối tượng thực hiện | Số điểm     | Ghi chú                                                               |
| ---------------------------- | ---------------------------- | ------------------- | ----------- | --------------------------------------------------------------------- |
| Vượt qua được vạch kẻ đích 1 | Vượt qua được vạch kẻ đích 1 | MR1                 | 20          |                                                                       |
| Trao tấm thẻ bài Gerege      | Trao tấm thẻ bài Gerege      | MR1 → MR2           | 20          |                                                                       |
| Vượt qua được vạch kẻ đích 2 | Vượt qua được vạch kẻ đích 2 | MR2                 | 30          |                                                                       |
| Vượt qua được vạch kẻ đích 3 | Vượt qua được vạch kẻ đích 3 | MR2                 | 30          | Phải vượt qua đụn cát                                                 |
| Lên chân núi Urtuu           | Lên chân núi Urtuu           | MR2                 | 30          | Phải vượt qua bụi cỏ                                                  |
| Ném Shagai                   | Mặt vàng                     | MR1                 | 50          | Chỉ được ném sau khi MR2 tới chân núi Urtuu                           |
| Ném Shagai                   | Mặt bạc                      | MR1                 | 40          | Chỉ được ném sau khi MR2 tới chân núi Urtuu                           |
| Ném Shagai                   | Mặt bên                      | MR1                 | 20          | Chỉ được ném sau khi MR2 tới chân núi Urtuu                           |
| Giơ tấm thẻ bài Gerege       | Giơ tấm thẻ bài Gerege       | MR2                 | 30 + Uukhai | Chỉ được thực hiện sau khi MR1 ném Shagai ghi được từ 50 điểm trở lên |

## Các đội tham gia
| STT | Quốc gia   | Tên đội                     | Trường đại học đại diện                     | Đài truyền hình                             |
| --- | ---------- | --------------------------- | ------------------------------------------- | ------------------------------------------- |
| 1   | Mông Cổ 1  | Tseakhaim Aelte (Цахим алт) | Đại học Khoa học Công nghệ Mông Cổ          | Đài phát thanh truyền hình Cộng hòa Mông Cổ |
| 2   | Mông Cổ 2  | High-Tech                   | Đại học Khoa học Công nghệ Mông Cổ          | Đài phát thanh truyền hình Cộng hòa Mông Cổ |
| 3   | Campuchia  | NPIC01                      | Học viện công nghệ Campuchia                | Đài truyền hình quốc gia Campuchia          |
| 4   | Trung Quốc | Chưa rõ                     | Đại học Đông Bắc Trung Quốc                 | Đài truyền hình Trung ương Trung Quốc       |
| 5   | Ai Cập     | Chưa rõ                     | Đại học Alexandria                          | Hiệp hội phát thanh truyền hình Ai Cập      |
| 6   | Fiji       | Chưa rõ                     | Đại học Nam Thái Bình Dương                 | Công ty TNHH truyền hình Fiji               |
| 7   | Hồng Kông  | Chưa rõ                     | Đại học Trung văn Hương Cảng                | Đài phát thanh truyền hình Hồng Kông        |
| 8   | Ấn Độ      | LDCE                        | Trường Cao đẳng Kỹ thuật Lalbhai Dalpatbhai | Doordarshan                                 |
| 9   | Indonesia  | Chưa rõ                     | Học viện Công nghệ Bandung                  | Televisi Republik Indonesia                 |
| 10  | Nhật Bản   | Kikaikenkyūkai (機械研究会) | Đại học Kyoto                               | Tập đoàn truyền hình Nhật Bản (NHK)         |
| 11  | Kazakhstan | Chưa rõ                     | Đại học Công nghệ thông tin quốc tế         | Hãng thông tấn Khabar                       |
| 12  | Malaysia   | Chưa rõ                     | Đại học Khoa học Malaysia                   | Đài phát thanh truyền hình Malaysia         |
| 13  | Nepal      | Chưa rõ                     | Đại học Tribhuvan - Học viện kỹ thuật       | Đài truyền hình Nepal                       |
| 14  | Pakistan   | Chưa rõ                     | Trung tâm nghiên cứu nâng cao về kỹ thuật   | Đài phát thanh & truyền hình Pakistan       |
| 15  | Sri Lanka  | Chưa rõ                     | Đại học Moratuwa                            | Công ty TNHH Mạng truyền hình độc lập       |
| 16  | Thái Lan   | Chưa rõ                     | Đại học Dhurakij Pundit                     | Công ty TNHH Công cộng MCOT                 |
| 17  | Việt Nam   | LH - WAO                    | Trường Đại học Lạc Hồng                     | Đài truyền hình Việt Nam                    |

## Kết quả chia bảng
| Bảng A   | Bảng B    | Bảng C     | Bảng D     | Bảng E    | Bảng F    |
| -------- | --------- | ---------- | ---------- | --------- | --------- |
| Ấn Độ    | Hồng Kông | Mông Cổ 2  | Trung Quốc | Campuchia | Mông Cổ 1 |
| Nhật Bản | Indonesia | Kazakhstan | Ai Cập     | Fiji      | Việt Nam  |
| Pakistan | Nepal     | Malaysia   | Sri Lanka  | Thái Lan  |           |

## Vòng đấu loại trực tiếp
|  | Tứ kết     | Tứ kết     | Tứ kết       |            |              | Bán kết       | Bán kết      | Bán kết |  |  | Chung kết | Chung kết | Chung kết |  |
|  |            |            |              |            |              |               |              |         |  |  |           |           |           |  |
|  |            |            |              |            |              |               |              |         |  |  |           |           |           |  |
|  | Hồng Kông  | Hồng Kông  | Uukhai (35s) |            |              |               |              |         |  |  |           |           |           |  |
|  | Hồng Kông  | Hồng Kông  | Uukhai (35s) |            |              |               |              |         |  |  |           |           |           |  |
|  | Indonesia  | Indonesia  | 100          |            |              |               |              |         |  |  |           |           |           |  |
|  | Indonesia  | Indonesia  | 100          |            | Hồng Kông    | Hồng Kông     | Uukhai (33s) |         |  |  |           |           |           |  |
|  |            |            |              |            | Hồng Kông    | Hồng Kông     | Uukhai (33s) |         |  |  |           |           |           |  |
|  |            |            | Trung Quốc   | Trung Quốc | 100          |               |              |         |  |  |           |           |           |  |
|  | Mông Cổ 2  | Mông Cổ 2  | Trung Quốc   | Trung Quốc | 100          | 130           |              |         |  |  |           |           |           |  |
|  | Mông Cổ 2  | Mông Cổ 2  |              |            |              |               |              |         |  |  |           |           |           |  |
|  | Trung Quốc | Trung Quốc | Uukhai (55s) |            |              |               |              |         |  |  |           |           |           |  |
|  | Trung Quốc | Trung Quốc | Uukhai (55s) |            | Hồng Kông    | Hồng Kông     | Uukhai (35s) |         |  |  |           |           |           |  |
|  |            |            |              |            |              |               |              |         |  |  |           |           |           |  |
|  |            |            | Mông Cổ 1    | Mông Cổ 1  | 100          |               |              |         |  |  |           |           |           |  |
|  | Việt Nam   | Việt Nam   | Mông Cổ 1    | Mông Cổ 1  | 100          | Uukhai (40s)  |              |         |  |  |           |           |           |  |
|  | Việt Nam   | Việt Nam   |              |            |              |               |              |         |  |  |           |           |           |  |
|  | Thái Lan   | Thái Lan   | 100          |            |              |               |              |         |  |  |           |           |           |  |
|  | Thái Lan   | Thái Lan   | 100          |            | Việt Nam     | Việt Nam      | 210          |         |  |  |           |           |           |  |
|  |            |            |              |            | Việt Nam     | Việt Nam      | 210          |         |  |  |           |           |           |  |
|  |            |            | Mông Cổ 1    | Mông Cổ 1  | Uukhai (38s) |               |              |         |  |  |           |           |           |  |
|  | Mông Cổ 1  | Mông Cổ 1  | Mông Cổ 1    | Mông Cổ 1  | Uukhai (38s) | Uukhai (170s) |              |         |  |  |           |           |           |  |
|  | Mông Cổ 1  | Mông Cổ 1  |              |            |              |               |              |         |  |  |           |           |           |  |
|  | Nhật Bản   | Nhật Bản   | 130          |            |              |               |              |         |  |  |           |           |           |  |
|  | Nhật Bản   | Nhật Bản   | 130          |            |              |               |              |         |  |  |           |           |           |  |
|  |            |            |              |            |              |               |              |         |  |  |           |           |           |  |

## Kết quả
| Vô địch ABU Robocon Ulaanbaatar 2019 Đại học Trung văn Hương Cảng - Hồng Kông Lần đầu tiên |